# Linsenform

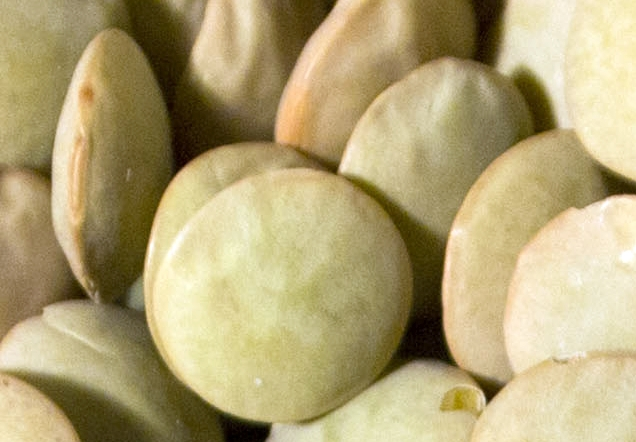
Linsen (Samen der Küchen-Linse)

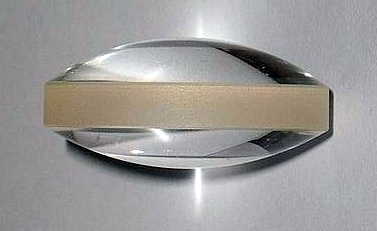
Bikonvexe optische Linse (Sammellinse)

Die Linsenform bzw. das Adjektiv linsenförmig, lentikular oder lentikulär bezeichnet die räumliche Form einer Kreisscheibe, deren Oberfläche beidseitig konvex gewölbt ist. Diese Bezeichnung ist in der Biologie gängig, beispielsweise für Pflanzensamen und Früchte. Die Form entspricht der beispielsweise in Lupen verwendeten optischen Linse. Der Begriff orientiert sich an der Form des Samens der Küchen-Linse, während optische Linsen (im Gegensatz zu mit „Linsenform“ bezeichneten Objekten) vielfältigere Formen annehmen können und auch zumeist einen scharf geknickten oder zur Scheibenachse parallelen geraden Rand haben.
In der Astronomie bezeichnet der Begriff linsenförmige Galaxie eine spezielle Klasse von Galaxien.